# Lalibela
Lalibela este un oraș de mare importanță religioasă din nordul Etiopiei. Anual aici vin numeroși turiști și credincioși aparținători ai ortodoxiei etiopiene.

## Așezare
Este situată în statul federal Amhara, în zona Samien Wollo, la o altitudine de 2.500 metri.

## Istorie
În timpul dinastiei Zague (1137-1270), orașul era capitala dinastiei. Inițial orașul purta numele de Roha. Regele Gebra Maskal Lalibela, care a și schimbat numele orașului în cel actual, a încercat să reconstruiască aici, ca urmare a cuceririi Țării Sfinte de către musulmani, noul oraș Ierusalim. Multe din clădirile Lalibeliei din acea perioadă purtau numele clădirilor din Ierusalim. Regele Gebra Maskal Lalibela a trăit între anii 1172-1212 și este canonizat de Biserica ortodoxă etiopiană.

## Demografia
În 2005, orașul avea 14.668 locuitori, marea majoritate etnici amhara și aparținând Bisericii ortodoxe etiopiene.

## Patrimoniu UNESCO
Bisericile sculptate în piatră au fost înregistrate ca patrimoniu al UNESCO în 1978. Este vorba de un ansamblu de 11 biserici ortodoxe, dintre care 4 sunt separate de roca din care au fost create, iar celelalte 7 au un perete sau chiar acoperișul unit cu aceasta. Aceste biserici sunt tăiate din piatră bazaltică roșiatică. Bisericile sunt grupate în două diviziuni separate de canalul „Iordan”, care reprezintă râul Iordan, în încercarea de a constitui noul Ierusalim. Între aceste două diviziuni se comunică prin tuneluri și trecători. În punctul de plecare a pelerinajului există o cruce monolitică.
Din ansablu fac parte:
- în zona nordică:
- Biet Medhani (Casa Mântuitorului Lumii) - cea mai mare din tot ansamblul, copie a catedralei Sfânta Maria din Aksum, care a fost distrusă de musulmani în 1535. Este cea mai mare biserică monolitică de pe pământ.
- Biet Mariam (Casa Sfintei Maria);
- Biet Maskal (Casa Sfintei Cruci);
- Biet Denagel (Casa Fecioarelor Martire);
- Biet Golgotha Mikael (Casa Golgotei și a Sfântului Mihail).

- în zona sud-estică:
- Biet Amanuel (Casa Sfântului Emanuel);
- Biet Mercoreos (Casa Sfântului Mercurius);
- Biet Abba Libanos (Casa Abatelui Libanos);
- Biet Gabriel Rafael (Casa Sfinților Gabriel și Rafael);
- Biet Lehem (Casa Sfintei Pâini);

- în zona vestică, separată de celelalte:
- Biet Ghiorgis (Casa Sfântului Gheorghe) cea mai bine păstrată din tot ansamblul.

Nu se cunoaște data exactă când au fost ridicate aceste biserici, dar se presupune că au fost construite pe timpul regelui Gebra Makal Lalibela, undeva prin anul 1200. Cea mai veche se presupune a fi Biet Mariam. În cultura populară etiopiană se zică că regele a avut o viziune în care a primit porunca și instrucțiunile de construire a bisericilor.

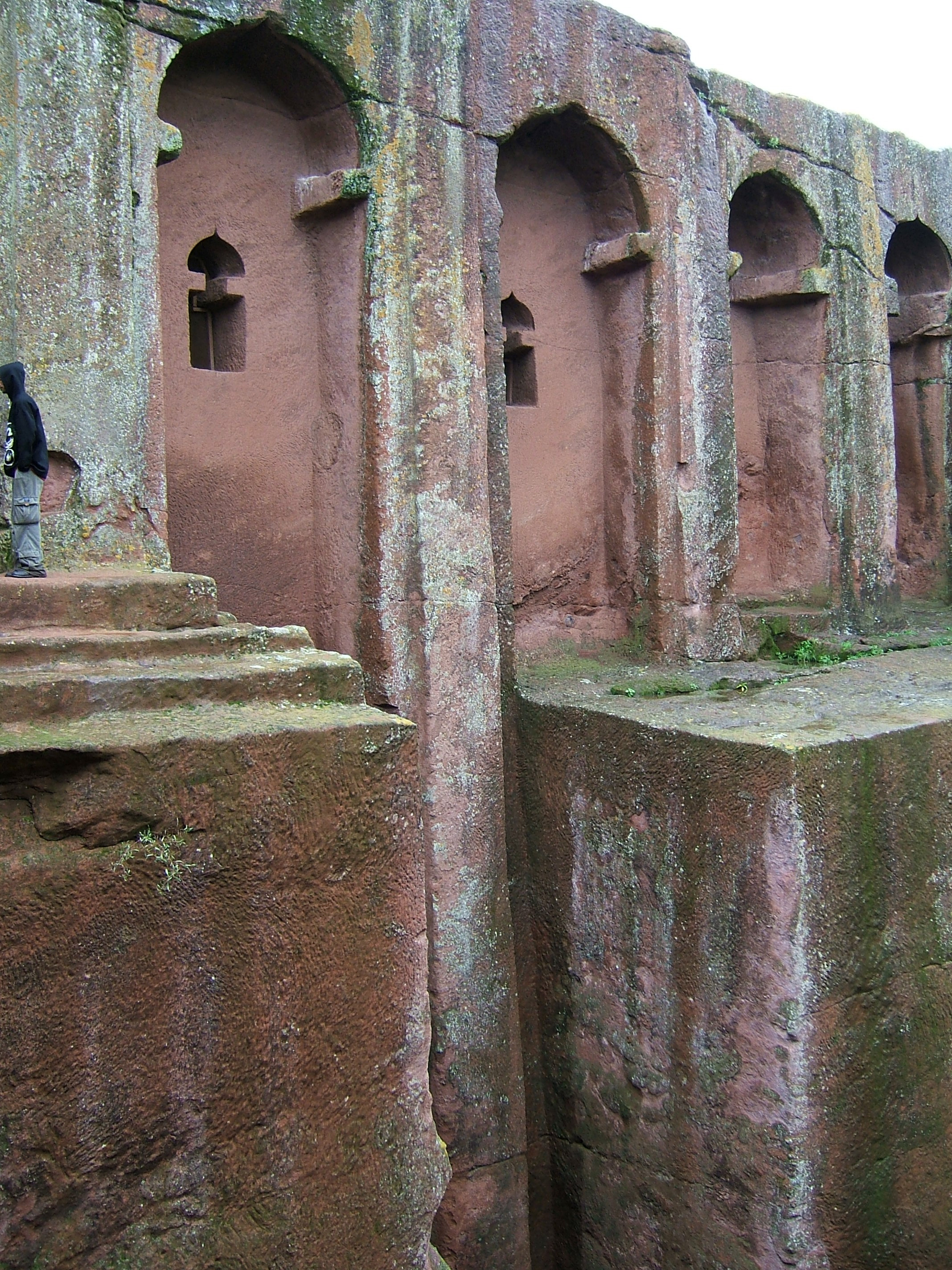
Biet Amanuel detaliu

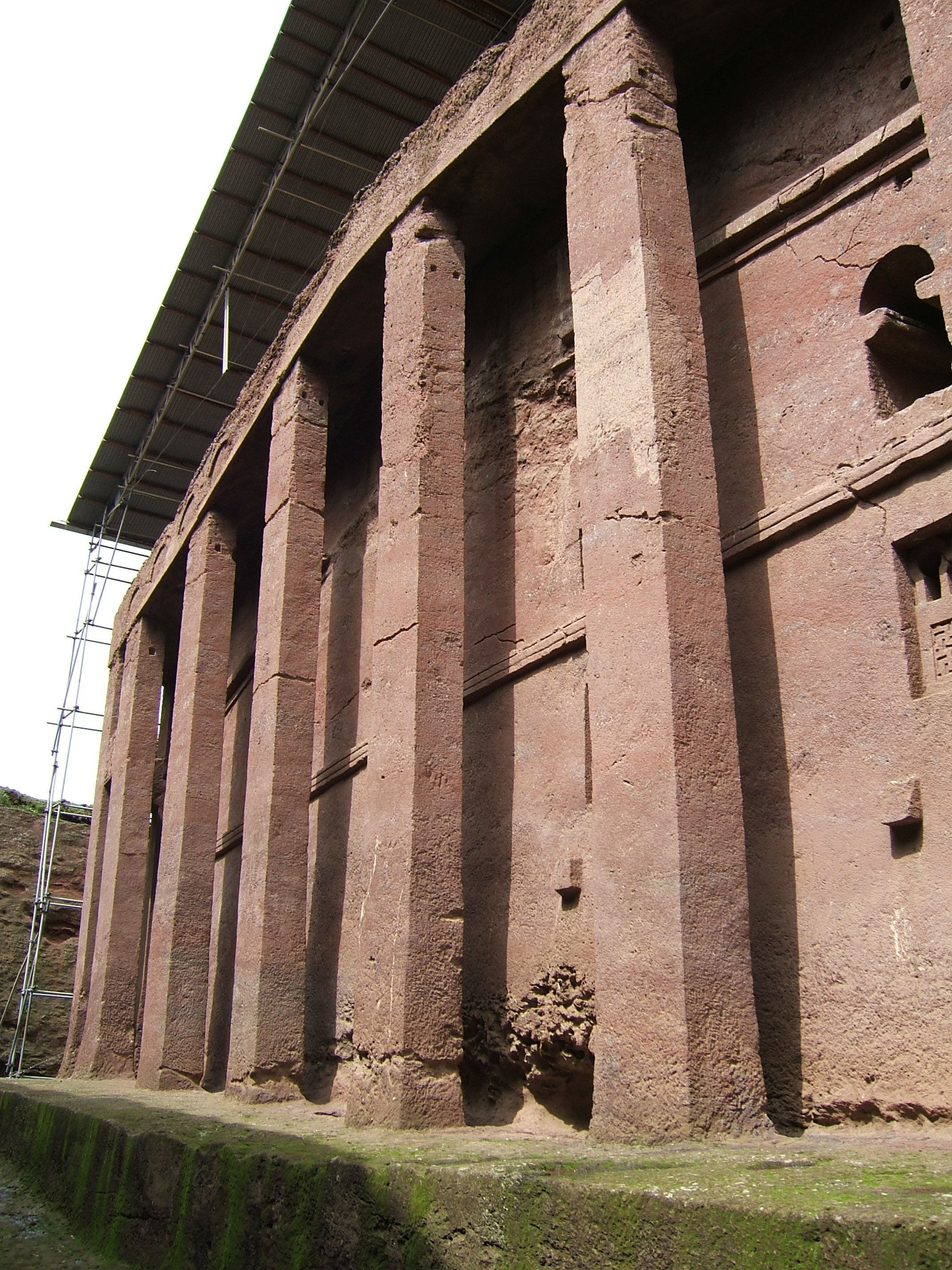
Biet Medhani

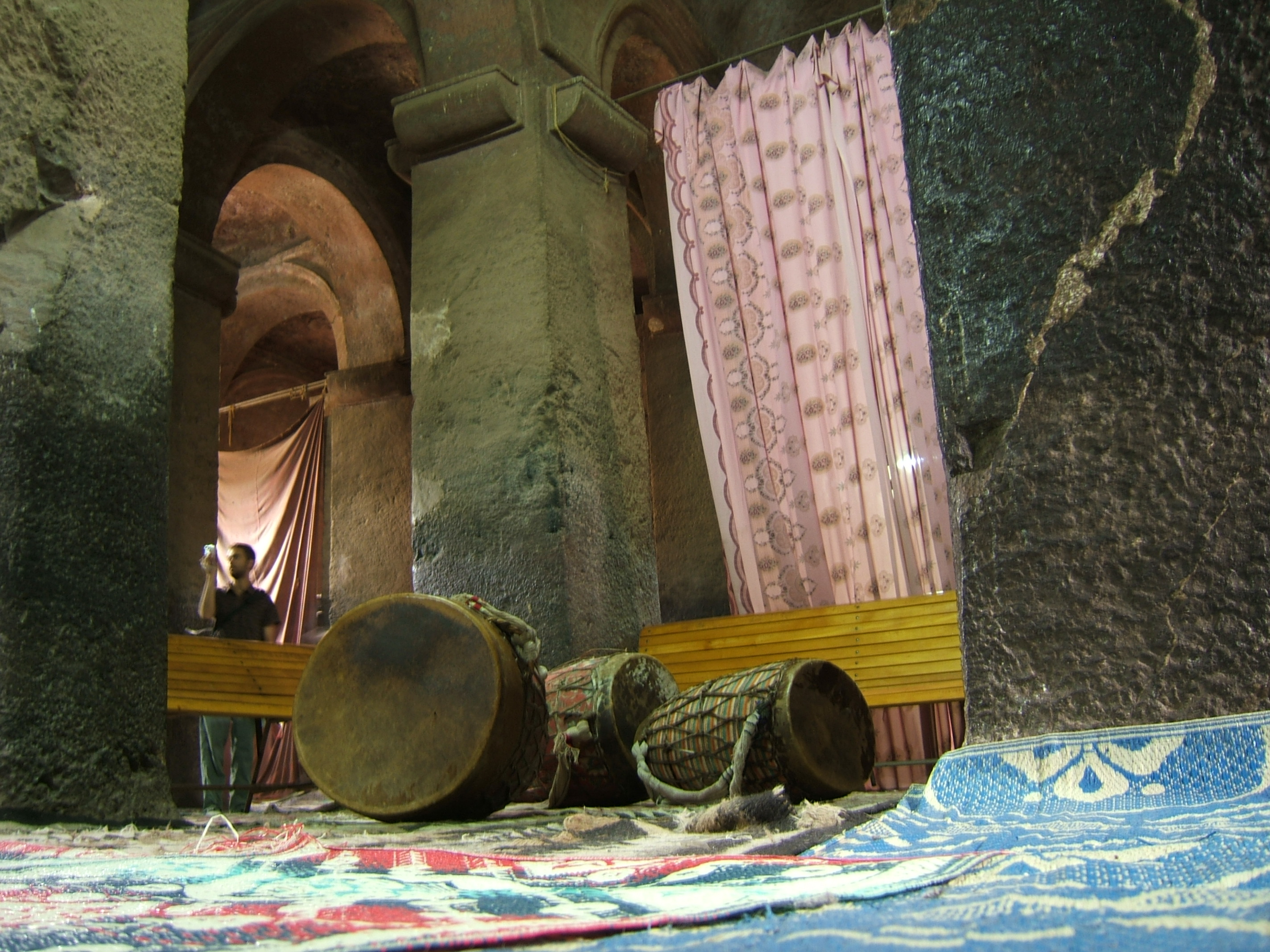
interior

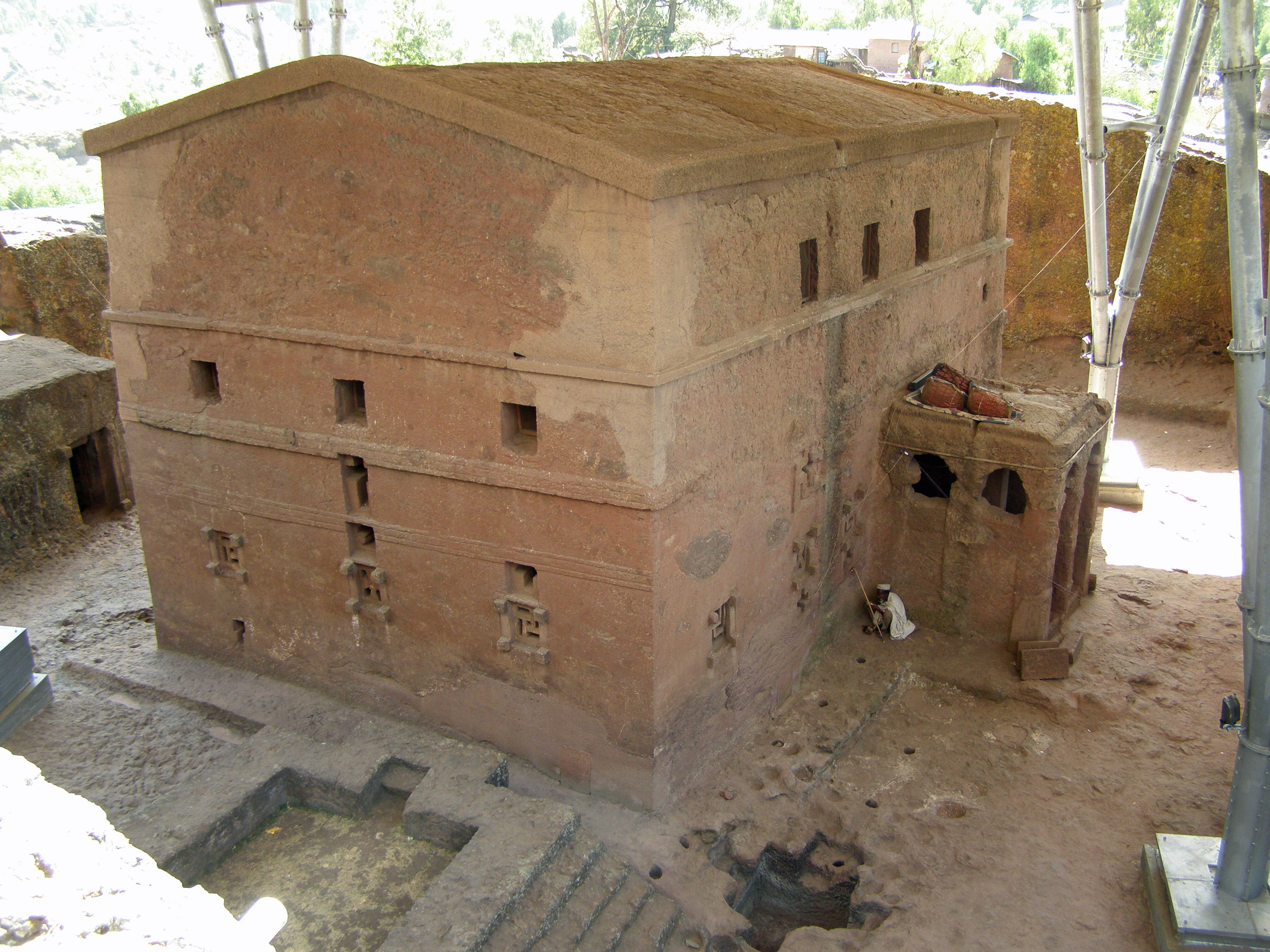
Biet Mariam

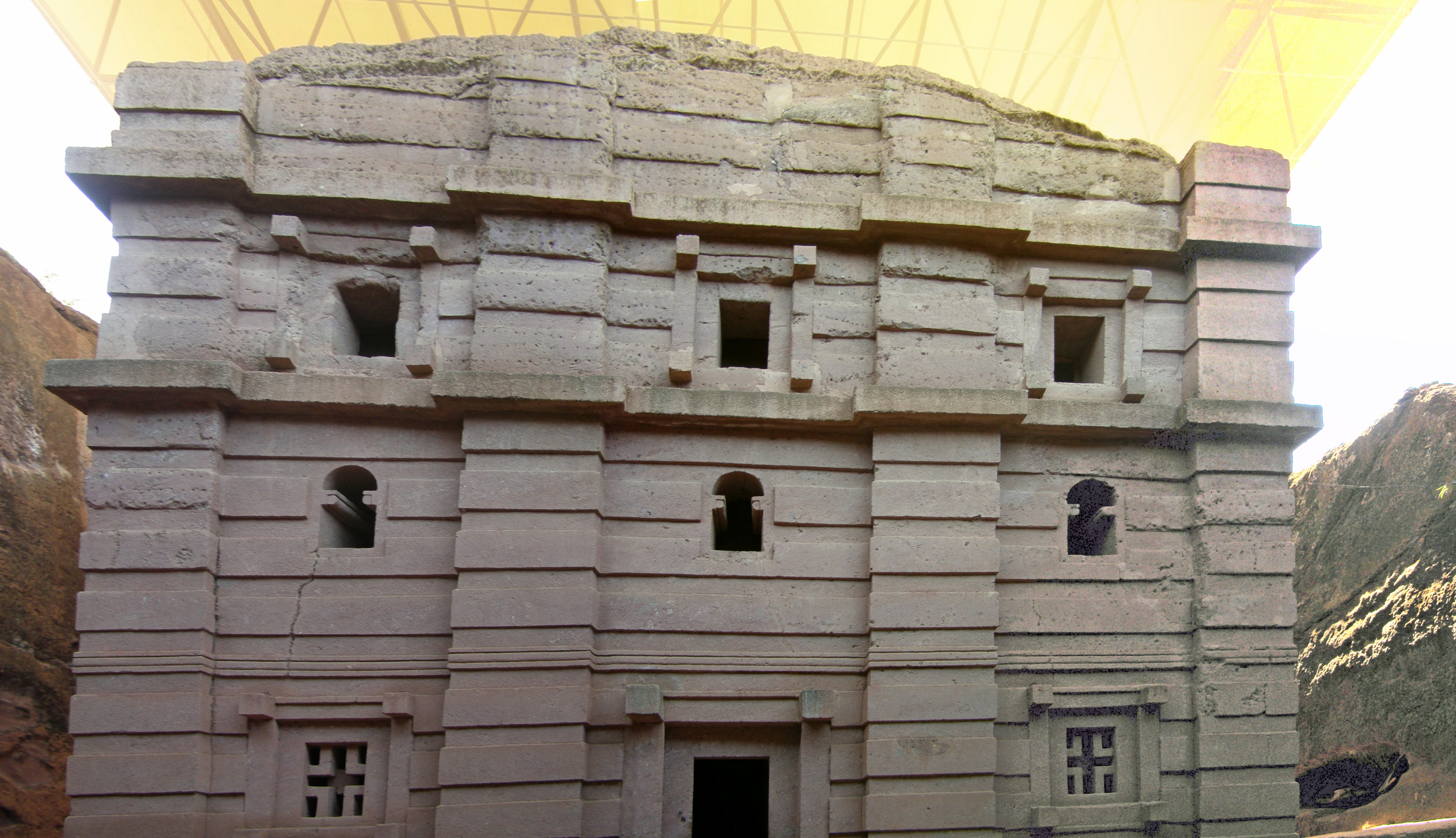
Biet Amanuel vedere panoramică